# Yuya Funatsu
Yuya Funatsu (船津 佑也 Funatsu Yuya?), född 22 november 1983 i Kagoshima prefektur, är en japansk före detta fotbollsspelare.
Funatsu började sin karriär 2002 i Júbilo Iwata. Efter Júbilo Iwata spelade han för Shonan Bellmare, Rosso Kumamoto, Giravanz Kitakyushu och Hoyo AC Elan Oita. Han avslutade karriären 2011.